# Reticulaphis shiiae
Reticulaphis shiiae är en insektsart. Reticulaphis shiiae ingår i släktet Reticulaphis och familjen långrörsbladlöss. Inga underarter finns listade i Catalogue of Life.